# Anton Novotny
Pour les articles homonymes, voir Novotny.
Anton Novotny (1827 - 1871) était un compositeur autrichien de problèmes d'échecs, aussi appelé problémiste.

## Le thème Novotny
Son nom est associé au Thème Novotny - bien que l'idée originale de ce thème ne soit pas de Novotny - où les Blancs sacrifient une de leurs pièces, ce qui donne aux Noirs le choix entre deux captures par des pièces à marches différentes (et peut-être aussi d'autres coups, comme dans le problème ci-dessous). Quelle que soit la pièce noire qui prendra, elle interceptera alors l'action de l'autre pièce.  
Le problème éponyme est le suivant :
|   | a | b | c | d | e | f | g | h |   |
| 8 | Cavalier noir sur case noire b8 · Tour noire sur case noire h8 · Fou noir sur case blanche g6 · Tour blanche sur case noire c5 · Fou blanc sur case noire b4 · Roi noir sur case noire d4 · Tour blanche sur case noire b2 · Roi blanc sur case noire d2 · Cavalier blanc sur case noire f2 · Cavalier blanc sur case blanche f1 | Cavalier noir sur case noire b8 · Tour noire sur case noire h8 · Fou noir sur case blanche g6 · Tour blanche sur case noire c5 · Fou blanc sur case noire b4 · Roi noir sur case noire d4 · Tour blanche sur case noire b2 · Roi blanc sur case noire d2 · Cavalier blanc sur case noire f2 · Cavalier blanc sur case blanche f1 | Cavalier noir sur case noire b8 · Tour noire sur case noire h8 · Fou noir sur case blanche g6 · Tour blanche sur case noire c5 · Fou blanc sur case noire b4 · Roi noir sur case noire d4 · Tour blanche sur case noire b2 · Roi blanc sur case noire d2 · Cavalier blanc sur case noire f2 · Cavalier blanc sur case blanche f1 | Cavalier noir sur case noire b8 · Tour noire sur case noire h8 · Fou noir sur case blanche g6 · Tour blanche sur case noire c5 · Fou blanc sur case noire b4 · Roi noir sur case noire d4 · Tour blanche sur case noire b2 · Roi blanc sur case noire d2 · Cavalier blanc sur case noire f2 · Cavalier blanc sur case blanche f1 | Cavalier noir sur case noire b8 · Tour noire sur case noire h8 · Fou noir sur case blanche g6 · Tour blanche sur case noire c5 · Fou blanc sur case noire b4 · Roi noir sur case noire d4 · Tour blanche sur case noire b2 · Roi blanc sur case noire d2 · Cavalier blanc sur case noire f2 · Cavalier blanc sur case blanche f1 | Cavalier noir sur case noire b8 · Tour noire sur case noire h8 · Fou noir sur case blanche g6 · Tour blanche sur case noire c5 · Fou blanc sur case noire b4 · Roi noir sur case noire d4 · Tour blanche sur case noire b2 · Roi blanc sur case noire d2 · Cavalier blanc sur case noire f2 · Cavalier blanc sur case blanche f1 | Cavalier noir sur case noire b8 · Tour noire sur case noire h8 · Fou noir sur case blanche g6 · Tour blanche sur case noire c5 · Fou blanc sur case noire b4 · Roi noir sur case noire d4 · Tour blanche sur case noire b2 · Roi blanc sur case noire d2 · Cavalier blanc sur case noire f2 · Cavalier blanc sur case blanche f1 | Cavalier noir sur case noire b8 · Tour noire sur case noire h8 · Fou noir sur case blanche g6 · Tour blanche sur case noire c5 · Fou blanc sur case noire b4 · Roi noir sur case noire d4 · Tour blanche sur case noire b2 · Roi blanc sur case noire d2 · Cavalier blanc sur case noire f2 · Cavalier blanc sur case blanche f1 | 8 |
| 7 | Cavalier noir sur case noire b8 · Tour noire sur case noire h8 · Fou noir sur case blanche g6 · Tour blanche sur case noire c5 · Fou blanc sur case noire b4 · Roi noir sur case noire d4 · Tour blanche sur case noire b2 · Roi blanc sur case noire d2 · Cavalier blanc sur case noire f2 · Cavalier blanc sur case blanche f1 | Cavalier noir sur case noire b8 · Tour noire sur case noire h8 · Fou noir sur case blanche g6 · Tour blanche sur case noire c5 · Fou blanc sur case noire b4 · Roi noir sur case noire d4 · Tour blanche sur case noire b2 · Roi blanc sur case noire d2 · Cavalier blanc sur case noire f2 · Cavalier blanc sur case blanche f1 | Cavalier noir sur case noire b8 · Tour noire sur case noire h8 · Fou noir sur case blanche g6 · Tour blanche sur case noire c5 · Fou blanc sur case noire b4 · Roi noir sur case noire d4 · Tour blanche sur case noire b2 · Roi blanc sur case noire d2 · Cavalier blanc sur case noire f2 · Cavalier blanc sur case blanche f1 | Cavalier noir sur case noire b8 · Tour noire sur case noire h8 · Fou noir sur case blanche g6 · Tour blanche sur case noire c5 · Fou blanc sur case noire b4 · Roi noir sur case noire d4 · Tour blanche sur case noire b2 · Roi blanc sur case noire d2 · Cavalier blanc sur case noire f2 · Cavalier blanc sur case blanche f1 | Cavalier noir sur case noire b8 · Tour noire sur case noire h8 · Fou noir sur case blanche g6 · Tour blanche sur case noire c5 · Fou blanc sur case noire b4 · Roi noir sur case noire d4 · Tour blanche sur case noire b2 · Roi blanc sur case noire d2 · Cavalier blanc sur case noire f2 · Cavalier blanc sur case blanche f1 | Cavalier noir sur case noire b8 · Tour noire sur case noire h8 · Fou noir sur case blanche g6 · Tour blanche sur case noire c5 · Fou blanc sur case noire b4 · Roi noir sur case noire d4 · Tour blanche sur case noire b2 · Roi blanc sur case noire d2 · Cavalier blanc sur case noire f2 · Cavalier blanc sur case blanche f1 | Cavalier noir sur case noire b8 · Tour noire sur case noire h8 · Fou noir sur case blanche g6 · Tour blanche sur case noire c5 · Fou blanc sur case noire b4 · Roi noir sur case noire d4 · Tour blanche sur case noire b2 · Roi blanc sur case noire d2 · Cavalier blanc sur case noire f2 · Cavalier blanc sur case blanche f1 | Cavalier noir sur case noire b8 · Tour noire sur case noire h8 · Fou noir sur case blanche g6 · Tour blanche sur case noire c5 · Fou blanc sur case noire b4 · Roi noir sur case noire d4 · Tour blanche sur case noire b2 · Roi blanc sur case noire d2 · Cavalier blanc sur case noire f2 · Cavalier blanc sur case blanche f1 | 7 |
| 6 | Cavalier noir sur case noire b8 · Tour noire sur case noire h8 · Fou noir sur case blanche g6 · Tour blanche sur case noire c5 · Fou blanc sur case noire b4 · Roi noir sur case noire d4 · Tour blanche sur case noire b2 · Roi blanc sur case noire d2 · Cavalier blanc sur case noire f2 · Cavalier blanc sur case blanche f1 | Cavalier noir sur case noire b8 · Tour noire sur case noire h8 · Fou noir sur case blanche g6 · Tour blanche sur case noire c5 · Fou blanc sur case noire b4 · Roi noir sur case noire d4 · Tour blanche sur case noire b2 · Roi blanc sur case noire d2 · Cavalier blanc sur case noire f2 · Cavalier blanc sur case blanche f1 | Cavalier noir sur case noire b8 · Tour noire sur case noire h8 · Fou noir sur case blanche g6 · Tour blanche sur case noire c5 · Fou blanc sur case noire b4 · Roi noir sur case noire d4 · Tour blanche sur case noire b2 · Roi blanc sur case noire d2 · Cavalier blanc sur case noire f2 · Cavalier blanc sur case blanche f1 | Cavalier noir sur case noire b8 · Tour noire sur case noire h8 · Fou noir sur case blanche g6 · Tour blanche sur case noire c5 · Fou blanc sur case noire b4 · Roi noir sur case noire d4 · Tour blanche sur case noire b2 · Roi blanc sur case noire d2 · Cavalier blanc sur case noire f2 · Cavalier blanc sur case blanche f1 | Cavalier noir sur case noire b8 · Tour noire sur case noire h8 · Fou noir sur case blanche g6 · Tour blanche sur case noire c5 · Fou blanc sur case noire b4 · Roi noir sur case noire d4 · Tour blanche sur case noire b2 · Roi blanc sur case noire d2 · Cavalier blanc sur case noire f2 · Cavalier blanc sur case blanche f1 | Cavalier noir sur case noire b8 · Tour noire sur case noire h8 · Fou noir sur case blanche g6 · Tour blanche sur case noire c5 · Fou blanc sur case noire b4 · Roi noir sur case noire d4 · Tour blanche sur case noire b2 · Roi blanc sur case noire d2 · Cavalier blanc sur case noire f2 · Cavalier blanc sur case blanche f1 | Cavalier noir sur case noire b8 · Tour noire sur case noire h8 · Fou noir sur case blanche g6 · Tour blanche sur case noire c5 · Fou blanc sur case noire b4 · Roi noir sur case noire d4 · Tour blanche sur case noire b2 · Roi blanc sur case noire d2 · Cavalier blanc sur case noire f2 · Cavalier blanc sur case blanche f1 | Cavalier noir sur case noire b8 · Tour noire sur case noire h8 · Fou noir sur case blanche g6 · Tour blanche sur case noire c5 · Fou blanc sur case noire b4 · Roi noir sur case noire d4 · Tour blanche sur case noire b2 · Roi blanc sur case noire d2 · Cavalier blanc sur case noire f2 · Cavalier blanc sur case blanche f1 | 6 |
| 5 | Cavalier noir sur case noire b8 · Tour noire sur case noire h8 · Fou noir sur case blanche g6 · Tour blanche sur case noire c5 · Fou blanc sur case noire b4 · Roi noir sur case noire d4 · Tour blanche sur case noire b2 · Roi blanc sur case noire d2 · Cavalier blanc sur case noire f2 · Cavalier blanc sur case blanche f1 | Cavalier noir sur case noire b8 · Tour noire sur case noire h8 · Fou noir sur case blanche g6 · Tour blanche sur case noire c5 · Fou blanc sur case noire b4 · Roi noir sur case noire d4 · Tour blanche sur case noire b2 · Roi blanc sur case noire d2 · Cavalier blanc sur case noire f2 · Cavalier blanc sur case blanche f1 | Cavalier noir sur case noire b8 · Tour noire sur case noire h8 · Fou noir sur case blanche g6 · Tour blanche sur case noire c5 · Fou blanc sur case noire b4 · Roi noir sur case noire d4 · Tour blanche sur case noire b2 · Roi blanc sur case noire d2 · Cavalier blanc sur case noire f2 · Cavalier blanc sur case blanche f1 | Cavalier noir sur case noire b8 · Tour noire sur case noire h8 · Fou noir sur case blanche g6 · Tour blanche sur case noire c5 · Fou blanc sur case noire b4 · Roi noir sur case noire d4 · Tour blanche sur case noire b2 · Roi blanc sur case noire d2 · Cavalier blanc sur case noire f2 · Cavalier blanc sur case blanche f1 | Cavalier noir sur case noire b8 · Tour noire sur case noire h8 · Fou noir sur case blanche g6 · Tour blanche sur case noire c5 · Fou blanc sur case noire b4 · Roi noir sur case noire d4 · Tour blanche sur case noire b2 · Roi blanc sur case noire d2 · Cavalier blanc sur case noire f2 · Cavalier blanc sur case blanche f1 | Cavalier noir sur case noire b8 · Tour noire sur case noire h8 · Fou noir sur case blanche g6 · Tour blanche sur case noire c5 · Fou blanc sur case noire b4 · Roi noir sur case noire d4 · Tour blanche sur case noire b2 · Roi blanc sur case noire d2 · Cavalier blanc sur case noire f2 · Cavalier blanc sur case blanche f1 | Cavalier noir sur case noire b8 · Tour noire sur case noire h8 · Fou noir sur case blanche g6 · Tour blanche sur case noire c5 · Fou blanc sur case noire b4 · Roi noir sur case noire d4 · Tour blanche sur case noire b2 · Roi blanc sur case noire d2 · Cavalier blanc sur case noire f2 · Cavalier blanc sur case blanche f1 | Cavalier noir sur case noire b8 · Tour noire sur case noire h8 · Fou noir sur case blanche g6 · Tour blanche sur case noire c5 · Fou blanc sur case noire b4 · Roi noir sur case noire d4 · Tour blanche sur case noire b2 · Roi blanc sur case noire d2 · Cavalier blanc sur case noire f2 · Cavalier blanc sur case blanche f1 | 5 |
| 4 | Cavalier noir sur case noire b8 · Tour noire sur case noire h8 · Fou noir sur case blanche g6 · Tour blanche sur case noire c5 · Fou blanc sur case noire b4 · Roi noir sur case noire d4 · Tour blanche sur case noire b2 · Roi blanc sur case noire d2 · Cavalier blanc sur case noire f2 · Cavalier blanc sur case blanche f1 | Cavalier noir sur case noire b8 · Tour noire sur case noire h8 · Fou noir sur case blanche g6 · Tour blanche sur case noire c5 · Fou blanc sur case noire b4 · Roi noir sur case noire d4 · Tour blanche sur case noire b2 · Roi blanc sur case noire d2 · Cavalier blanc sur case noire f2 · Cavalier blanc sur case blanche f1 | Cavalier noir sur case noire b8 · Tour noire sur case noire h8 · Fou noir sur case blanche g6 · Tour blanche sur case noire c5 · Fou blanc sur case noire b4 · Roi noir sur case noire d4 · Tour blanche sur case noire b2 · Roi blanc sur case noire d2 · Cavalier blanc sur case noire f2 · Cavalier blanc sur case blanche f1 | Cavalier noir sur case noire b8 · Tour noire sur case noire h8 · Fou noir sur case blanche g6 · Tour blanche sur case noire c5 · Fou blanc sur case noire b4 · Roi noir sur case noire d4 · Tour blanche sur case noire b2 · Roi blanc sur case noire d2 · Cavalier blanc sur case noire f2 · Cavalier blanc sur case blanche f1 | Cavalier noir sur case noire b8 · Tour noire sur case noire h8 · Fou noir sur case blanche g6 · Tour blanche sur case noire c5 · Fou blanc sur case noire b4 · Roi noir sur case noire d4 · Tour blanche sur case noire b2 · Roi blanc sur case noire d2 · Cavalier blanc sur case noire f2 · Cavalier blanc sur case blanche f1 | Cavalier noir sur case noire b8 · Tour noire sur case noire h8 · Fou noir sur case blanche g6 · Tour blanche sur case noire c5 · Fou blanc sur case noire b4 · Roi noir sur case noire d4 · Tour blanche sur case noire b2 · Roi blanc sur case noire d2 · Cavalier blanc sur case noire f2 · Cavalier blanc sur case blanche f1 | Cavalier noir sur case noire b8 · Tour noire sur case noire h8 · Fou noir sur case blanche g6 · Tour blanche sur case noire c5 · Fou blanc sur case noire b4 · Roi noir sur case noire d4 · Tour blanche sur case noire b2 · Roi blanc sur case noire d2 · Cavalier blanc sur case noire f2 · Cavalier blanc sur case blanche f1 | Cavalier noir sur case noire b8 · Tour noire sur case noire h8 · Fou noir sur case blanche g6 · Tour blanche sur case noire c5 · Fou blanc sur case noire b4 · Roi noir sur case noire d4 · Tour blanche sur case noire b2 · Roi blanc sur case noire d2 · Cavalier blanc sur case noire f2 · Cavalier blanc sur case blanche f1 | 4 |
| 3 | Cavalier noir sur case noire b8 · Tour noire sur case noire h8 · Fou noir sur case blanche g6 · Tour blanche sur case noire c5 · Fou blanc sur case noire b4 · Roi noir sur case noire d4 · Tour blanche sur case noire b2 · Roi blanc sur case noire d2 · Cavalier blanc sur case noire f2 · Cavalier blanc sur case blanche f1 | Cavalier noir sur case noire b8 · Tour noire sur case noire h8 · Fou noir sur case blanche g6 · Tour blanche sur case noire c5 · Fou blanc sur case noire b4 · Roi noir sur case noire d4 · Tour blanche sur case noire b2 · Roi blanc sur case noire d2 · Cavalier blanc sur case noire f2 · Cavalier blanc sur case blanche f1 | Cavalier noir sur case noire b8 · Tour noire sur case noire h8 · Fou noir sur case blanche g6 · Tour blanche sur case noire c5 · Fou blanc sur case noire b4 · Roi noir sur case noire d4 · Tour blanche sur case noire b2 · Roi blanc sur case noire d2 · Cavalier blanc sur case noire f2 · Cavalier blanc sur case blanche f1 | Cavalier noir sur case noire b8 · Tour noire sur case noire h8 · Fou noir sur case blanche g6 · Tour blanche sur case noire c5 · Fou blanc sur case noire b4 · Roi noir sur case noire d4 · Tour blanche sur case noire b2 · Roi blanc sur case noire d2 · Cavalier blanc sur case noire f2 · Cavalier blanc sur case blanche f1 | Cavalier noir sur case noire b8 · Tour noire sur case noire h8 · Fou noir sur case blanche g6 · Tour blanche sur case noire c5 · Fou blanc sur case noire b4 · Roi noir sur case noire d4 · Tour blanche sur case noire b2 · Roi blanc sur case noire d2 · Cavalier blanc sur case noire f2 · Cavalier blanc sur case blanche f1 | Cavalier noir sur case noire b8 · Tour noire sur case noire h8 · Fou noir sur case blanche g6 · Tour blanche sur case noire c5 · Fou blanc sur case noire b4 · Roi noir sur case noire d4 · Tour blanche sur case noire b2 · Roi blanc sur case noire d2 · Cavalier blanc sur case noire f2 · Cavalier blanc sur case blanche f1 | Cavalier noir sur case noire b8 · Tour noire sur case noire h8 · Fou noir sur case blanche g6 · Tour blanche sur case noire c5 · Fou blanc sur case noire b4 · Roi noir sur case noire d4 · Tour blanche sur case noire b2 · Roi blanc sur case noire d2 · Cavalier blanc sur case noire f2 · Cavalier blanc sur case blanche f1 | Cavalier noir sur case noire b8 · Tour noire sur case noire h8 · Fou noir sur case blanche g6 · Tour blanche sur case noire c5 · Fou blanc sur case noire b4 · Roi noir sur case noire d4 · Tour blanche sur case noire b2 · Roi blanc sur case noire d2 · Cavalier blanc sur case noire f2 · Cavalier blanc sur case blanche f1 | 3 |
| 2 | Cavalier noir sur case noire b8 · Tour noire sur case noire h8 · Fou noir sur case blanche g6 · Tour blanche sur case noire c5 · Fou blanc sur case noire b4 · Roi noir sur case noire d4 · Tour blanche sur case noire b2 · Roi blanc sur case noire d2 · Cavalier blanc sur case noire f2 · Cavalier blanc sur case blanche f1 | Cavalier noir sur case noire b8 · Tour noire sur case noire h8 · Fou noir sur case blanche g6 · Tour blanche sur case noire c5 · Fou blanc sur case noire b4 · Roi noir sur case noire d4 · Tour blanche sur case noire b2 · Roi blanc sur case noire d2 · Cavalier blanc sur case noire f2 · Cavalier blanc sur case blanche f1 | Cavalier noir sur case noire b8 · Tour noire sur case noire h8 · Fou noir sur case blanche g6 · Tour blanche sur case noire c5 · Fou blanc sur case noire b4 · Roi noir sur case noire d4 · Tour blanche sur case noire b2 · Roi blanc sur case noire d2 · Cavalier blanc sur case noire f2 · Cavalier blanc sur case blanche f1 | Cavalier noir sur case noire b8 · Tour noire sur case noire h8 · Fou noir sur case blanche g6 · Tour blanche sur case noire c5 · Fou blanc sur case noire b4 · Roi noir sur case noire d4 · Tour blanche sur case noire b2 · Roi blanc sur case noire d2 · Cavalier blanc sur case noire f2 · Cavalier blanc sur case blanche f1 | Cavalier noir sur case noire b8 · Tour noire sur case noire h8 · Fou noir sur case blanche g6 · Tour blanche sur case noire c5 · Fou blanc sur case noire b4 · Roi noir sur case noire d4 · Tour blanche sur case noire b2 · Roi blanc sur case noire d2 · Cavalier blanc sur case noire f2 · Cavalier blanc sur case blanche f1 | Cavalier noir sur case noire b8 · Tour noire sur case noire h8 · Fou noir sur case blanche g6 · Tour blanche sur case noire c5 · Fou blanc sur case noire b4 · Roi noir sur case noire d4 · Tour blanche sur case noire b2 · Roi blanc sur case noire d2 · Cavalier blanc sur case noire f2 · Cavalier blanc sur case blanche f1 | Cavalier noir sur case noire b8 · Tour noire sur case noire h8 · Fou noir sur case blanche g6 · Tour blanche sur case noire c5 · Fou blanc sur case noire b4 · Roi noir sur case noire d4 · Tour blanche sur case noire b2 · Roi blanc sur case noire d2 · Cavalier blanc sur case noire f2 · Cavalier blanc sur case blanche f1 | Cavalier noir sur case noire b8 · Tour noire sur case noire h8 · Fou noir sur case blanche g6 · Tour blanche sur case noire c5 · Fou blanc sur case noire b4 · Roi noir sur case noire d4 · Tour blanche sur case noire b2 · Roi blanc sur case noire d2 · Cavalier blanc sur case noire f2 · Cavalier blanc sur case blanche f1 | 2 |
| 1 | Cavalier noir sur case noire b8 · Tour noire sur case noire h8 · Fou noir sur case blanche g6 · Tour blanche sur case noire c5 · Fou blanc sur case noire b4 · Roi noir sur case noire d4 · Tour blanche sur case noire b2 · Roi blanc sur case noire d2 · Cavalier blanc sur case noire f2 · Cavalier blanc sur case blanche f1 | Cavalier noir sur case noire b8 · Tour noire sur case noire h8 · Fou noir sur case blanche g6 · Tour blanche sur case noire c5 · Fou blanc sur case noire b4 · Roi noir sur case noire d4 · Tour blanche sur case noire b2 · Roi blanc sur case noire d2 · Cavalier blanc sur case noire f2 · Cavalier blanc sur case blanche f1 | Cavalier noir sur case noire b8 · Tour noire sur case noire h8 · Fou noir sur case blanche g6 · Tour blanche sur case noire c5 · Fou blanc sur case noire b4 · Roi noir sur case noire d4 · Tour blanche sur case noire b2 · Roi blanc sur case noire d2 · Cavalier blanc sur case noire f2 · Cavalier blanc sur case blanche f1 | Cavalier noir sur case noire b8 · Tour noire sur case noire h8 · Fou noir sur case blanche g6 · Tour blanche sur case noire c5 · Fou blanc sur case noire b4 · Roi noir sur case noire d4 · Tour blanche sur case noire b2 · Roi blanc sur case noire d2 · Cavalier blanc sur case noire f2 · Cavalier blanc sur case blanche f1 | Cavalier noir sur case noire b8 · Tour noire sur case noire h8 · Fou noir sur case blanche g6 · Tour blanche sur case noire c5 · Fou blanc sur case noire b4 · Roi noir sur case noire d4 · Tour blanche sur case noire b2 · Roi blanc sur case noire d2 · Cavalier blanc sur case noire f2 · Cavalier blanc sur case blanche f1 | Cavalier noir sur case noire b8 · Tour noire sur case noire h8 · Fou noir sur case blanche g6 · Tour blanche sur case noire c5 · Fou blanc sur case noire b4 · Roi noir sur case noire d4 · Tour blanche sur case noire b2 · Roi blanc sur case noire d2 · Cavalier blanc sur case noire f2 · Cavalier blanc sur case blanche f1 | Cavalier noir sur case noire b8 · Tour noire sur case noire h8 · Fou noir sur case blanche g6 · Tour blanche sur case noire c5 · Fou blanc sur case noire b4 · Roi noir sur case noire d4 · Tour blanche sur case noire b2 · Roi blanc sur case noire d2 · Cavalier blanc sur case noire f2 · Cavalier blanc sur case blanche f1 | Cavalier noir sur case noire b8 · Tour noire sur case noire h8 · Fou noir sur case blanche g6 · Tour blanche sur case noire c5 · Fou blanc sur case noire b4 · Roi noir sur case noire d4 · Tour blanche sur case noire b2 · Roi blanc sur case noire d2 · Cavalier blanc sur case noire f2 · Cavalier blanc sur case blanche f1 | 1 |
|   | a | b | c | d | e | f | g | h |   |